# Noli turbare circulos meos
Noli turbare circulos meos лат. (изговор:ноли турбаре циркулос меос). Не дирај моје кругове!

## Поријекло изреке
Према легенди, велики грчки математичар Архимед, када га је, приликом освајања Сиракузе 212 године пне. напао  римски војник док је по пијеску цртао геометријске ликове, рече:
Не дирај моје кругове!